# Phyllachne
Phyllachne är ett släkte av tvåhjärtbladiga växter. Phyllachne ingår i familjen Stylidiaceae.
Kladogram enligt Catalogue of Life:
| Phyllachne | \| \| Phyllachne clavigera \| \| \| \| \| \| Phyllachne colensoi \| \| \| \| \| \| Phyllachne rubra \| \| \| \| \| \| Phyllachne uliginosa \| \| \| \| |
|            | \| \| Phyllachne clavigera \| \| \| \| \| \| Phyllachne colensoi \| \| \| \| \| \| Phyllachne rubra \| \| \| \| \| \| Phyllachne uliginosa \| \| \| \| |
|            | Donatia |
|            | |
|            | Forstera |
|            | |
|            | Levenhookia |
|            | |
|            | Oreostylidium |
|            | |
|            | Stylidium |
|            | |
|            | Phyllachne clavigera |
|            | |
|            | Phyllachne colensoi |
|            | |
|            | Phyllachne rubra |
|            | |
|            | Phyllachne uliginosa |
|            | |

|  | Phyllachne clavigera |
|  |                      |
|  | Phyllachne colensoi  |
|  |                      |
|  | Phyllachne rubra     |
|  |                      |
|  | Phyllachne uliginosa |
|  |                      |

## Bildgalleri

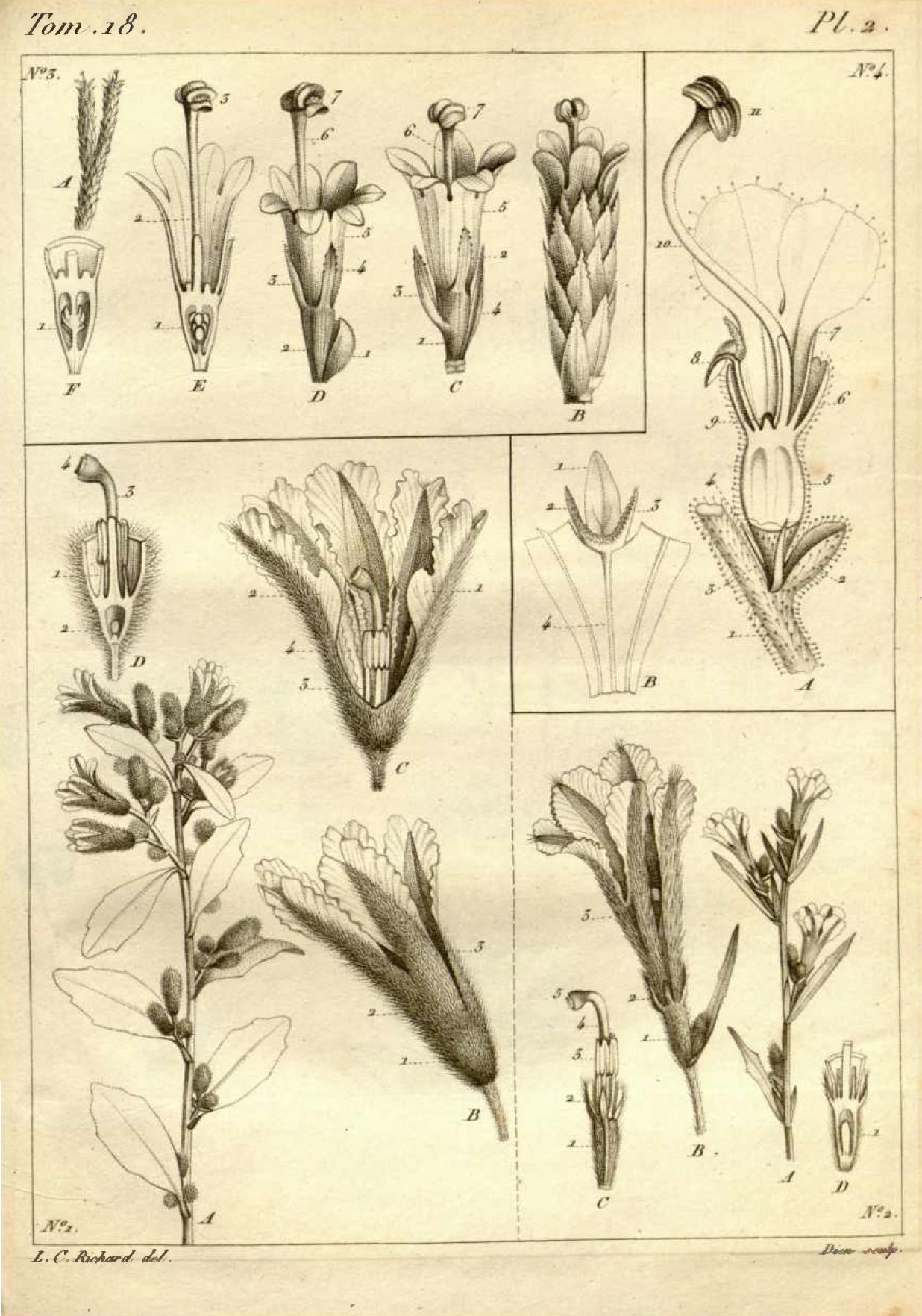